# ذخیره‌گاه طبیعی دریاچه ساکا
ذخیره‌گاه طبیعی دریاچه ساکا (ترکی استانبولی: Saka Gölü Tabiatı Koruma Alanı) یک ذخیره‌گاه طبیعی در استان قرقلرایلی کشور ترکیه است.